# Spark Odyssey 21
La Spark Odyssey 21, chiamata anche Spark ODYSSEY 21 o Odyssey 21, è un'auto da competizione appositamente progettata per l'uso nel campionato Extreme E, una serie che utilizza solo veicoli elettrici per correre in fuoristrada.

## Storia

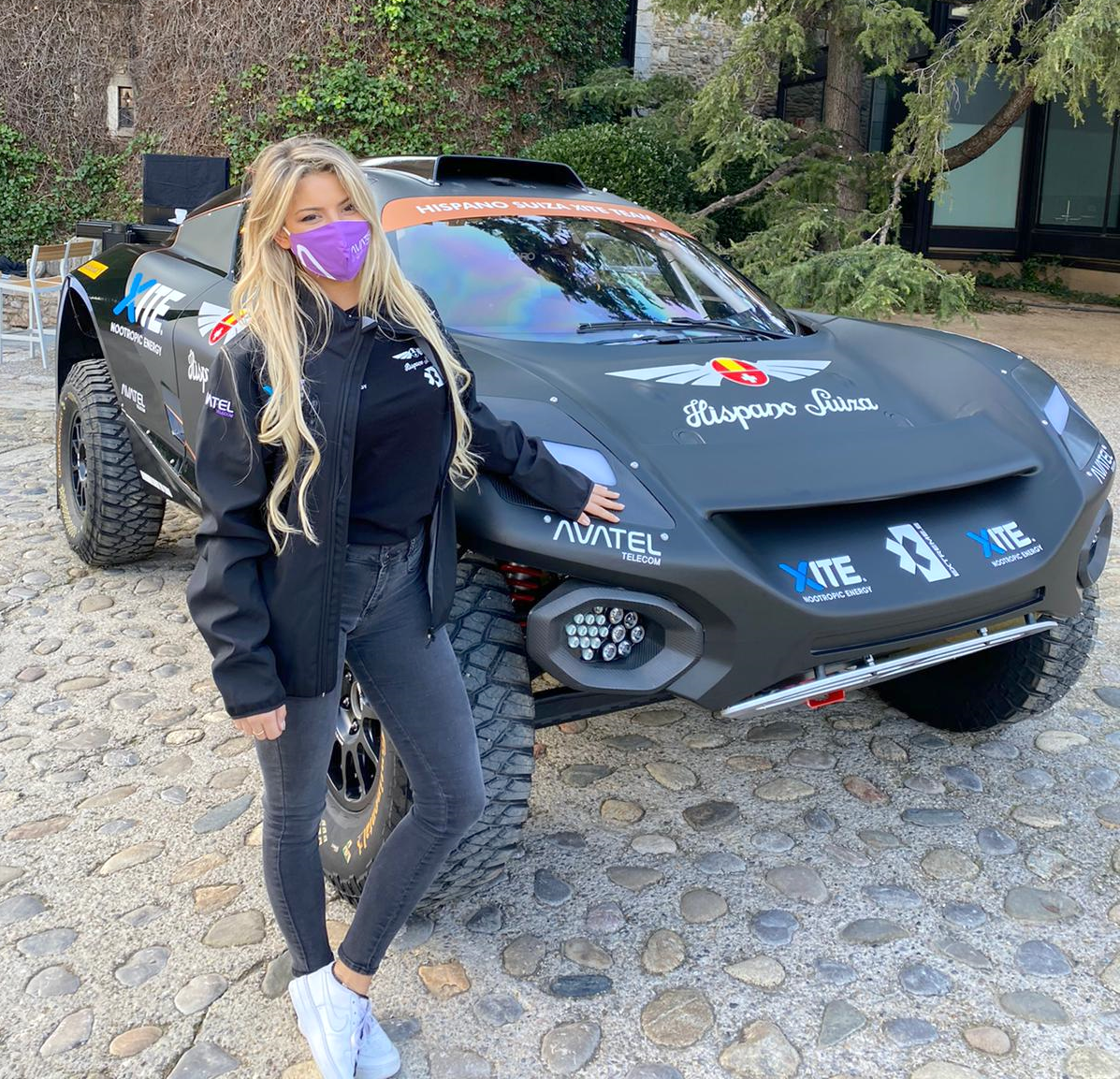
Christine Giampaoli Zonca a fianco all'Odyssey del team Hispano-Suiza Xite Energy Team

La vettura è stata annunciata per la prima volta nell'agosto 2018, quando è stato dichiarato dalla FIA che la Formula E avrebbe gestito una nuova serie di gare con dei fuoristrada elettrici chiamata Extreme E.
Il 1º febbraio 2019 è stato annunciato che le autovetture avrebbero utilizzato la stessa tecnologia sviluppata per il campionato di Formula E, con le parti specifiche come il telaio, la batteria, le sospensioni, l'ECU e il software, uguali per tutti i partecipanti mentre l'unico componente modificabile è il motore. In seguito il costruttore delle vetture per la Formula E, Spark Racing Technology, è stato annunciato come costruttore del telaio base del veicolo. In seguito è stato dichiarato che anche la struttura antiurto e il roll bar, oltre a sospensioni e ammortizzatori, sistema frenante e sterzo, sarebbero state realizzate dalla Spark. 
Il 5 luglio 2019 al Goodwood Festival of Speed la Extreme E ha presentato un prototipo del veicolo, chiamato ODYSSEY 21, con un telaio tubolare in lega di acciaio rinforzato con niobio, una struttura antiurto e roll-bar, mentre gli pneumatici sarebbero stati forniti dalla Continental.
Il veicolo è stato presentato ufficialmente in veste definitiva durante la Rally Dakar 2020 in Arabia Saudita nel gennaio 2020. Guerlain Chicherit l'ha guidato durante lo shakedown il giorno prima dell'inizio della gara. Ken Block l'ha utilizzata nella tappa finale tra Haradh e Al-Qiddiya come ospite su invito degli organizzatori.